# Estación Cachiñal
Cachiñal, en ocasiones citado como Cachinal, es una estación ferroviaria ubicada en el departamento Rosario de Lerma, provincia de Salta, Argentina.

## Servicios
Se encuentra actualmente sin operaciones de pasajeros.
Sus vías corresponden al Ramal C14 del Ferrocarril General Belgrano por donde transitan formaciones de carga de la empresa estatal Trenes Argentinos Cargas.

## Toponimia
En quechua significa Camino de la Sal y ello efectivamente es así pues por este lugar se transitaba hacia las Salinas Grandes en la Provincia de Jujuy, en el Camino Real al Alto Perú.